# Senador Guiomard
Senador Guiomard este un oraș în unitatea federativă Acre (AC) din Brazilia.
La recensământul din 2007, localitatea Senador Guiomard a avut o populație de 18,863 de locuitori. Localitatea Senador Guiomard are suprafața de 1,837 km².